# Arribeños (Buenos Aires)
Arribeños es una ciudad ubicada en la provincia de Buenos Aires, Argentina.  
Se encuentra sobre la RP 65, a 16 km al norte de la cabecera de partido, General Arenales. Arribeños se ubica en las cercanías del límite interprovincial entre Buenos Aires y Santa Fe, lindando con la ciudad santafesina de Teodelina. La ciudad es un importante centro de actividades deportivas, culturales y económicas en la región.

## Población
Al año 2025, el area urbana cuenta con 3,891 habitantes (Indec, 2025 ) de acuerdo a www.tomforth.co.uk/circlepopulations. La población se encuentra repartida en diversos barrios, destacándose Arribeños Sur por ser el más populoso fuera del casco céntrico.
| Gráfica de evolución demográfica de Arribeños entre 1960 y 2025 |
|                                                                 |
| Fuentes: INDEC                                                  |

## Toponimia
El nombre proviene de un Regimiento de Infantería, formado por contingentes de las Provincias del Interior, Provincias de “Arriba”, (por eso se llama “Arribeños”). Dicho regimiento ayudó a rechazar las Invasiones Inglesas de 1806 y 1807. Se constituyó a la orden del comerciante Juan Pío de Gana. Al morir su jefe en las jornadas de 1807, asumió el mandato de la unidad el teniente coronel Francisco Ortiz de Ocampo.

## Historia
La estación se inauguró en 1902 con la llegada del primer tren, que corría por el ramal que partía de Saforcada y continuaba hasta Santa Isabel, en la vecina provincia de Santa Fe. El 11 de noviembre de 1902, llegó la primera locomotora del Ferrocarril Buenos Aires al Pacífico, actualmente conocido como Ferrocarril General San Martín. Las tierras donde se asentaron las vías, la estación y el futuro pueblo pertenecían a la Compañía Stroeder.
Entre los primeros pobladores se encontraban Bautista Cova, Marconi, Eula, Zanetto, Olocco, Sampietro, Giacobone, Calderón, Cascu, Alfaro Clavero, Zazzali, Capelli, Cita, Bravo, Ferreira y otros. Cova construyó su casa y su negocio, rodeado de unos pocos ranchos. Luego surgieron otros comercios, como la panadería de Eula, que más tarde se convirtió en "La Aurora" de Juan B. Expósito.
El 13 de noviembre de 2004, Arribeños festejó los cien años de su creación. Al fijar la fecha de fundación de un pueblo, generalmente se toma como referencia la fecha determinada por una ley o la del remate público del loteo. En el caso de Arribeños, la fecha de fundación se determinó con la llegada del primer tren de pasajeros en noviembre de 1904, dos años después de la inauguración de la estación, del loteo y de la llegada de la primera formación de cargas.
De esta manera, el pueblo fue creciendo poco a poco con la llegada de los inmigrantes. Arribeños recibió el nombre de “La Perla del Oeste” por su intensa actividad social, económica y agrícola-ganadera.
En el año 1912, un segundo ramal del Ferrocarril Buenos Aires al Pacífico tomó como punta de rieles a este estratégico enclave de frontera. Este ramal nacía en Rawson y presentaba una particularidad: mientras que casi siempre era el Estado quien compraba y entregaba la tierra a la compañía ferroviaria, en este caso, en 1907, el BAP le compró a la Compañía Stroeder dos fracciones de tierra para el establecimiento del segundo ramal, que concluía su recorrido en Arribeños.
Los trenes de pasajeros fueron cruciales para el desarrollo de la comunidad. Los martes y viernes llegaban trenes desde Buenos Aires que traían diarios y todo tipo de encomiendas, esperadas con ansias por los comerciantes. Se instalaron diversos negocios: la sastrería de Alfano, la zapatería de Lombardi, la sastrería de Alejo Furtes, la peluquería de Duarte, la funeraria de Clavero y Calderón, el almacén de ramos generales y acopio de cereales de Mondiondo, la estafeta de Bravo, la peluquería de Bertone, la herrería de Desfeufs y Bustos, la ferretería de Espondaburu, la sedería de Vigera y el horno de ladrillos de Marengo.

### Cronología
- 1902, Bautista Cova abre el primer almacén de ramos generales, y llega el Ferrocarril Buenos Aires al Pacífico, instalando una estación
- 1903, las tierras de la Compañía Kenny se venden a la Compañía Ströeder, que comienza el trazado del área urbana
- 13 de noviembre de 1904, fecha fundacional (reconocida por consenso vecinal)
- 1 de agosto de 1905, se inaugura la Escuela N.º 4 "Mariano Moreno"
- 24 de septiembre de 1905, fundación según ley provincial
- 1906, se fecha en este año la construcción de la primera casa de ladrillos, propiedad del Sr. Bautista Cova, actualmente demolida
- 1908, opera una sucursal del Banco de la Nación Argentina
- 16 de abril de 1916, fundación del Huracán Football Club
- 16 de noviembre de 1917, Escuela N.º 17 "Nuestra Señora de la Merced"
- 18 de septiembre de 1929, apertura de la oficina de Registro Civil
- 3 de noviembre de 1929, inauguración de la Iglesia San Francisco de Asís
- 1933, Biblioteca Popular "Bernardino Rivadavia"
- 1935, apertura de la Delegación Municipal
- 19 de marzo de 1936, Sala de Primeros Auxilios
- 1952, Escuela de Educación de Adultos N.º 702
- 29 de marzo de 1960, Instituto Adscripto de Enseñanza Secundaria Ciclo Básico
- marzo de 1961, Escuela "San Francisco de Asís" (Pbro. Gastón Romanello †)
- 1961, Jardín N.º 729 "San Francisco de Asís"
- 19 de mayo de 1964, Jardín de Infantes N.º 902 "Juana Manso"
- 26 de noviembre de 1980, el Destacamento de Policía pasa a ser Subcomisaría
- 27 de marzo de 1994, creación del Cuartel de Bomberos Voluntarios
- 6 de abril de 2001, se realiza un pequeño éxodo para evitar los posibles efectos de 6000 L de ácido clorhídrico derramados sobre la RP 65, a raíz del choque entre dos camiones.[5][6]
- 13 de noviembre de 2004, se conmemora el centenario de la localidad
- 11 de noviembre de 2005, creación de la Escuela de Educación Media N° 4 "Dr. René G. Favaloro"

## Nube tóxica
El pueblo tuvo que ser evacuado el día 6 de abril de 2001 como consecuencia de una nube de ácido clorhídrico que amenazó con intoxicar a la población. Durante casi 6 horas, todos los habitantes abandonaron sus casas luego de que un camión que transportaba la sustancia química embistiera a otro que llevaba granos de soja.
El accidente ocurrió a unos 3 kilómetros de Arribeños, en la ruta 65 el día miércoles a las 22:30 de la noche. Un camión cisterna Mercedes Benz que transportaba tres tanques de ácido clorhídrico, chocó contra la parte trasera del acoplado de un camión Dodge que transportaba cereales. La colisión provocó la rajadura en uno de los tanques y el derrame de una gran cantidad de ácido clorhídrico, por lo que de inmediato se alertó a la policía y a los bomberos.
Según el relato del conductor Héctor Ponce, el camión cargado con soja que conducía rumbo a General Arenales recibió un fortísimo impacto en su parte trasera. Al bajarse, vio que el chasis de un camión cisterna se había incrustado contra el suyo y que su chofer descendía de él, tambaleándose. Llovía, pero la visibilidad era buena.
Pese al tremendo choque, el conductor del camión cisterna tenía sólo un golpe en la rodilla derecha. Se dirigía desde Córdoba hacia la Capital, en un tándem de tres cisternas, que en total transportaban 21.000 litros de ácido clorhídrico.
Poco después llegaron los bomberos y la policía.
Ponce vio el líquido derramado en el asfalto, pero al principio ni siquiera notó el olor. Alrededor de las 4 de la mañana se sumaron bomberos de Junín, Lincoln, General Arenales, Mercedes, La Matanza y La Plata, que sumaron más de 200 hombres, lo que daba a entender que la situación tomaba otro carácter. Esta prevención se acentuó al hacerse presentes más tarde los ministros de Seguridad y de Salud de la provincia, ambos respondiendo a un pedido del gobernador Carlos Rukauf.
La gente de Defensa Civil provincial arribó en un camión especialmente equipado para combatir efectos de materiales peligrosos. Uno de los expertos en químicos comentó que el daño que podía provocar la sustancia se potenciaba por la cantidad derramada.
Después de varias horas de trabajo parecía que el derrame estaba controlado. Sin embargo, el ácido clorhídrico hizo contacto con el agua de lluvia y se derramó en unas lagunas que desembocan en el río Salado. Debido a eso, se formó una nube tóxica muy grande.
Alrededor de las 5:30 se produjo un cambio en la dirección del viento, desplazando la nube tóxica en dirección a Arribeños. Los bomberos relataron que aquélla nube, de color blanco-grisáceo, en un momento pareció "posarse" sobre la localidad y descendió cubriéndola por completo.
A las 6:15 de la mañana, la policía y los bomberos dieron la orden de evacuar a todos los habitantes. El operativo se concentró en la plaza 9 de Julio, la escuela primaria N.º 4 y el club Domingo F. Sarmiento. También se usó la radio FM "Cráter", los teléfonos y hasta el aviso casa por casa. La respuesta fue inmediata y ordenada.
Los habitantes partieron a pueblos cercanos usando sus vehículos. Además, se contó con el generalizado apoyo de propietarios de camiones y de autos particulares que llevaron a las personas que no tenían medios de transporte propios.
Los únicos efectos experimentados por unas pocas personas fueron náuseas y vómitos, en la mayoría provocados sólo por nervios". El 80 por ciento de los evacuados fue a Teodolina, donde los recibieron en los clubes Teodolina, Racing y Sociedad Española. El resto de la población fue a General Arenales.
Además de la evacuación masiva, se cerraron todas las rutas de acceso al pueblo. Debajo del camión, cuya cabina quedó totalmente destrozada, se colocó una especie de piletón para evitar que el ácido siguiera cayendo. En el operativo trabajaron bomberos de La Matanza, de Junín, Mercedes, y General Arenales.
El ministro de Seguridad bonaerense intentó quitarle dramatismo a los hechos. "Fue un accidente que no va a tener consecuencias graves", aseguró. Para neutralizar el químico que había caído a la laguna los técnicos tiraban cal. "Es fácil de neutralizar", aseguraban. La policía trató de establecer las causas del accidente. Se evaluó la posibilidad de que el conductor del camión tanque se hubiera dormido.
A la tarde de ese mismo día, el tóxico se había disipado y las personas pudieron regresar al pueblo. El retorno se inició alrededor de las 13, cuando se pudo asegurar que el riesgo había pasado.

## Economía
Su economía se basa en las actividades agrarias, y además cuenta con fábricas de elásticos para automotores, textil y agroindustrial.
En el año 1930 nació Aneiros S.C.A. Fue Nicanor Aneiros quien comenzó con una humilde herrería, fabricando pincetas para carruajes, que posteriormente se convirtieron en elásticos para automotores y acoplados. El material utilizado para elaborar los elásticos es traído desde las usinas de Acindar S.A.
El esfuerzo conjunto de los empleados y los directivos es el pilar fundamental que ha mantenido en pie a la empresa.
Por su parte, la casa Curti comenzó sus actividades comerciales en el partido de Gral. Arenales en el año 1918, dedicándose a la actividad consignataria de ganado vacuno, con la razón social Buzzi y Curti, poseía las instalaciones de la feria en la Estación Gral. Arenales con sucursal en Arribeños, estando la casa central situada en la ciudad de Buenos Aires.
En el año 1920, ya radicado en Arribeños, fundó la firma CURTI y CIA, con el tiempo fue incorporando otros rubros, acopios de cereales, venta de máquinas agrícolas, venta de combustible y lubricantes, automotores, camiones, correspondencia del Banco Nación Argentina y explotación de campos propios y alquilados.
En 1927 fue elegido concejal, y durante esa gestión presentó un proyecto de subsidio para contribuir al proyecto de levantamiento de la iglesia de Arribeños, sobresaliendo en la donación del terreno para la construcción del cementerio de la localidad, entre otros aportes.
En 1946 transformó la Sociedad Colectiva Curti y Cia en sociedad anónima, bajo la denominación de Curti y Cia S.A Comercial e Industrial.
En el año 1922 Juan Gómez instaló su casa cerealista, dando comienzo a la firma en la localidad y en la zona. Colaboró en toda obra que significara un progreso. Además, fue presidente del Huracán Futbol Club y bajo su mandato dicha institución reflotó económicamente. En los años 1932 y 1933 fue concejal municipal. Ya retirado, organizó, junto con un grupo de vecinos, la Caja de Créditos de Arribeños, hoy conocida como Banco Crediccop Cooperativo Limitado Filial Arribeños.
Cabe aclarar, que la edificación más emblemática de la localidad es el Elevador construido por la Ex Junta Nacional de Granos, a partir del año 1957. Esta instalación ha desempeñado un papel muy importante en las actividades económicas de la localidad.
Posee una capacidad de almacenamiento de 5.300 toneladas. Cuenta con 12 silos grandes, 9 entresilos, una secadora de cereal, una clasificadora de granos, dos balanzas de gran porte, siendo una para camiones y otra para vagones del ferrocarril. Su puesta en funcionamiento data del día 2 de marzo de 1958, siendo su Jefe el Sr. Mario Bettini.
En el año 1983, se privatizó y paso a manos de la Cooperativa Federada de Villa Cañas Ltda. Algunas personas de la localidad comentan que existe un objeto oculto en el Elevador. Fue puesto allí secretamente, por uno de los trabajadores, durante el desarrollo de la obra. La intención de este hombre era dejar un símbolo dentro del nuevo edificio, que traería trabajo y prosperidad.
Aparentemente, dicho objeto es un pequeño recipiente de vidrio que contiene un trozo de papel en su interior. Su ubicación exacta es desconocida, pero probablemente se encuentra sellado en la parte más alta del edificio, oculto detrás del revoque.
Los servicios de trenes de pasajeros circularon hasta la década del menemismo, que lamentablemente los clausuró. A pesar de ello los trenes de carga aún funcionan, pero la estación no tiene personal. Por la ruta provincial 65 circula el transporte de colectivos de manera regular, lo cual hace difícil que vuelva a correr el tren de pasajeros.

## Deportes
- Club Deportivo Sur
- Huracán Football Club
- Club Social "Domingo Faustino Sarmiento"
- Aero Club Arribeños

## Cultura

### Biblioteca Popular "Bernardino Rivadavia"
Biblioteca pública. 

### Fiesta de las Carrozas
- 21 de septiembre de 1965, la Escuela San Francisco de Asís, en sus tres niveles, festeja la llegada de la primavera austral, y el Día del Estudiante. Anualmente se repite estas festividades con llegada de visitantes de otras localidades.

### Festival de Tango y Folklore
- 1996, organizado por la Escuela de Danzas. Es de "Interés Municipal", participan Agrupaciones y Peñas de Argentina

### Fiesta de la Tradición
- 11 de noviembre de 1965 se realizan los primeros festejos del Día de la Tradición.

Anualmente se realizaron en el Prado Español, donde actualmente funciona la EEM N° 4.
- 1970 se inaugura el predio de Carlos Figgini, donde se realiza esta folclórica fiesta en la actualidad.

### Fiesta Provincial del Canelón de Pejerrey
- 1991, "Capital del Canelón de Pejerrey", festeja en agosto, su Fiesta Provincial del canelón de Pejerrey, organizada por la peña "Corazón de Gaviota"

## Patronazgo
Su Santo Patrono es San Francisco de Asís, bajo cuya advocación se halla consagrado el templo de la localidad, y en sus colegios.
En el año 1927 y en el lugar que al lotear el pueblo había sido destinado para la iglesia católica, para levantar el templo, seguía vacío. La fe exigía un lugar destinado al culto y los primeros pobladores se reunieron para organizar la construcción.
Los concejales Olimpio Curti y Serafín Sangiácomo presentaron un proyecto de subsidio de cinco mil pesos para realizar el levantamiento de la iglesia de Arrribeños. Con ese valioso aporte, donaciones particulares y diversos préstamos, comenzaron a idear la capilla y la casa parroquial.
Se adjudicó la obra al vecino constructor Luis Maigre, quien realizó un magnífico trabajo. Se dotó a la capilla de todos los elementos necesarios e inherentes al culto; un altar mayor digno de los mejores elogios, fue un orgullo hasta que, por una reforma litúrgica, se lo reemplazó en el año 1965. También fue despojada de sus imágenes, siendo donadas todas: eran de San Francisco de Asís, patrono del pueblo cuyo nombre lleva la iglesia; San Roque; Santa Teresita del Niño Jesús, Nuestra Señora de la Pompeya; la Inmaculada Concepción; San Antonio; Sagrado Corazón de Jesús; la Virgen de Lujan; la Virgen de los Dolores; San José y otros.
El 3 de junio de 1928 se colocó la piedra fundamental, fueron sus padrinos, la señora Teresa C. De Sangiácomo y el señor Juan M. Crocco. En principio, atendía las necesidades espirituales Francisco Alliota, que llegaba desde Arenales, y periódicamente venía el padre Fernando Garay, nacido en el pueblo.
En el año 1936 se designó cura párroco al padre Goldaracena, y en 1939 lo reemplazó el padre Santiago del Río. A su vez, a este lo sucedió el padre Francisco Platini, quien residía en Arenales y atendía ambas parroquias.
La diligente atención de las damas protemplo consiguió en 1955 que el Obispo de Mercedes, Monseñor Gastón Serafín, designara párroco efectivo al padre Gastón Romanello, un sacerdote activo, a quien todos recuerdan por su amabilidad, hasta que fue trasladado a Pergamino en 1966. Y así, fueron pasando otros sacerdotes.

## Arribeños Sur
Se denomina de este modo, aunque no de manera oficial, al sector de la ciudad ubicado al sur de las vías del FCGSM, que dividen al ejido urbano a la mitad.

## Personalidades
- Rubén Peucelle (1932-2014), luchador profesional.

## Parroquias de la Iglesia católica en Arribeños
| Diócesis  | San Nicolás de los Arroyos |
| --------- | -------------------------- |
| Parroquia | San Francisco de Asís      |